# Bunocephalus amaurus
Bunocephalus amaurus är en fiskart som beskrevs av Eigenmann 1912. Bunocephalus amaurus ingår i släktet Bunocephalus och familjen Aspredinidae. Inga underarter finns listade.